# Antimora microlepis
Antimora microlepis är en fiskart som beskrevs av Bean, 1890. Antimora microlepis ingår i släktet Antimora och familjen Moridae. IUCN kategoriserar arten globalt som otillräckligt studerad. Inga underarter finns listade i Catalogue of Life.

## Bildgalleri

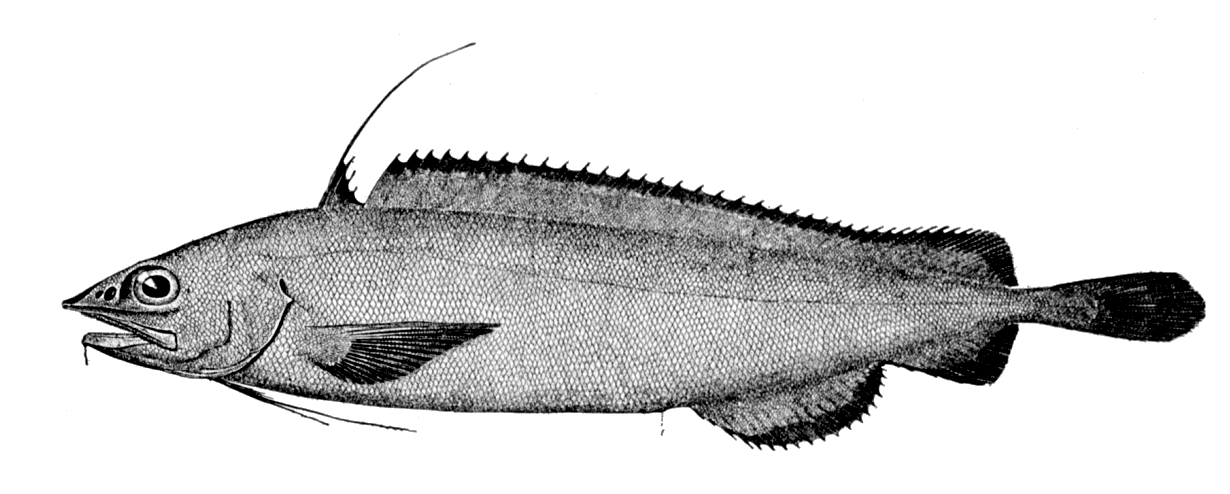
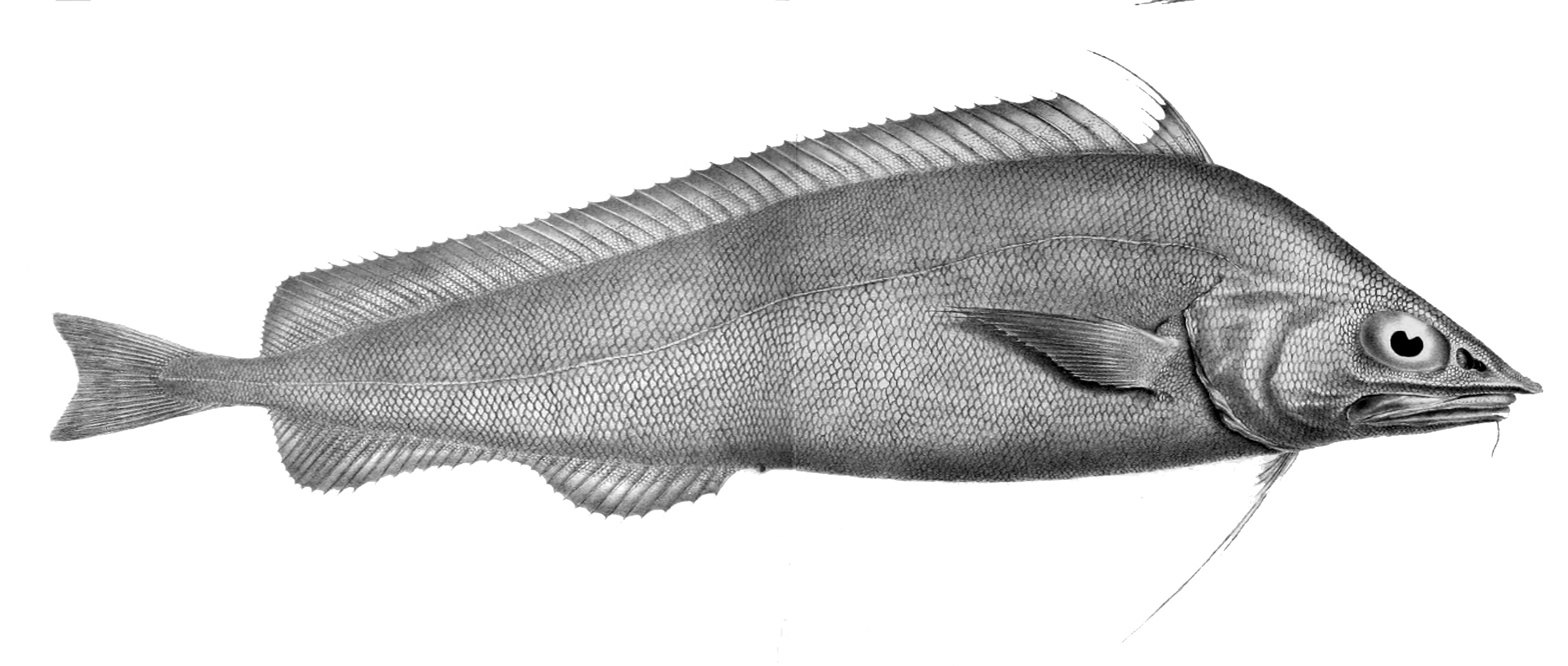
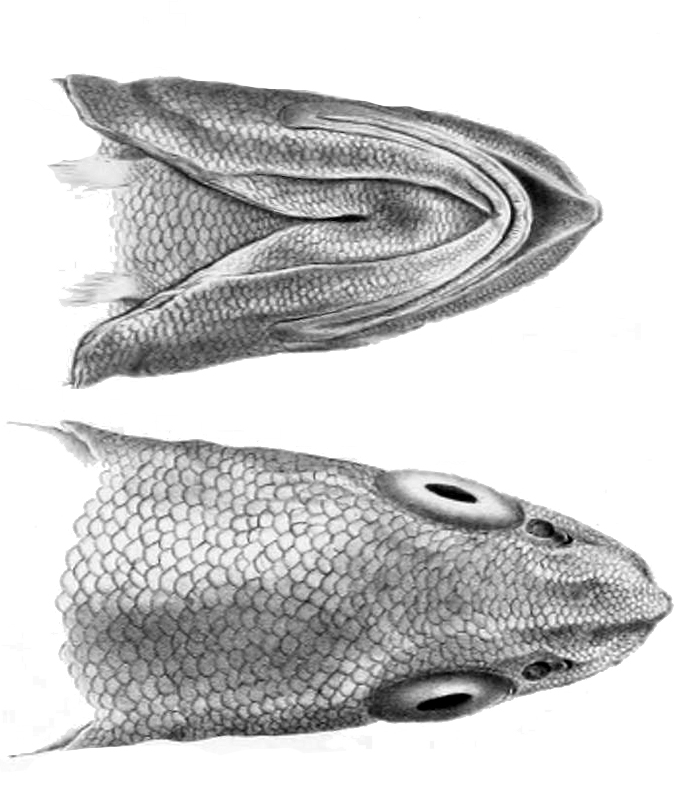
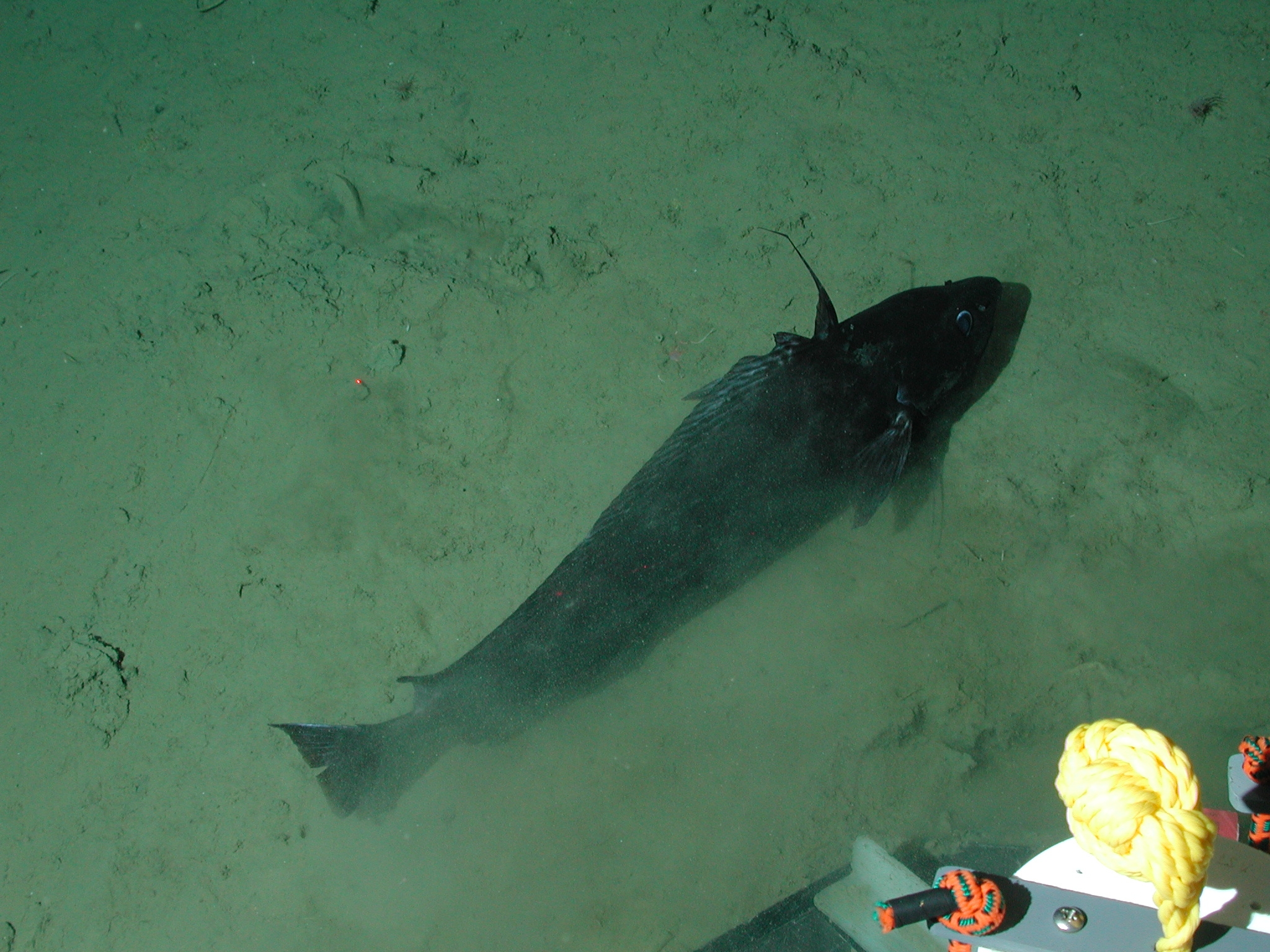